# Lokkum"jagun
Il Lokkum"jagun (in russo Локкумъягун?; chiamato nell'alto corso Kerpet'mul') è un fiume della Russia siberiana occidentale, affluente di destra del Bol'šoj Jugan (bacino idrografico dell'Ob'). Scorre nel Surgutskij rajon del Circondario autonomo degli Chanty-Mansi-Jugra.
Il fiume ha origine nella regione del Vasjugan'e in una zona paludosa punteggiata da piccoli laghi. Scorre in direzione prevalentemente sud-occidentale sfociando nel Bol'šoj Jugan a 835 km dalla foce. La lunghezza del fiume è di 154 km, il bacino imbrifero è di 1 040 km².